# Charlotte Salomon (opéra)
Charlotte Salomon est un opéra en deux actes de Marc-André Dalbavie sur un livret de Barbara Honigmann, créé en 2014 à Salzbourg. L'histoire est inspirée en grande partie de l'autobiographie de Charlotte Salomon, morte à 26 ans à Auschwitz, et de son œuvre plastique Leben? Oder Theater?.

## Historique

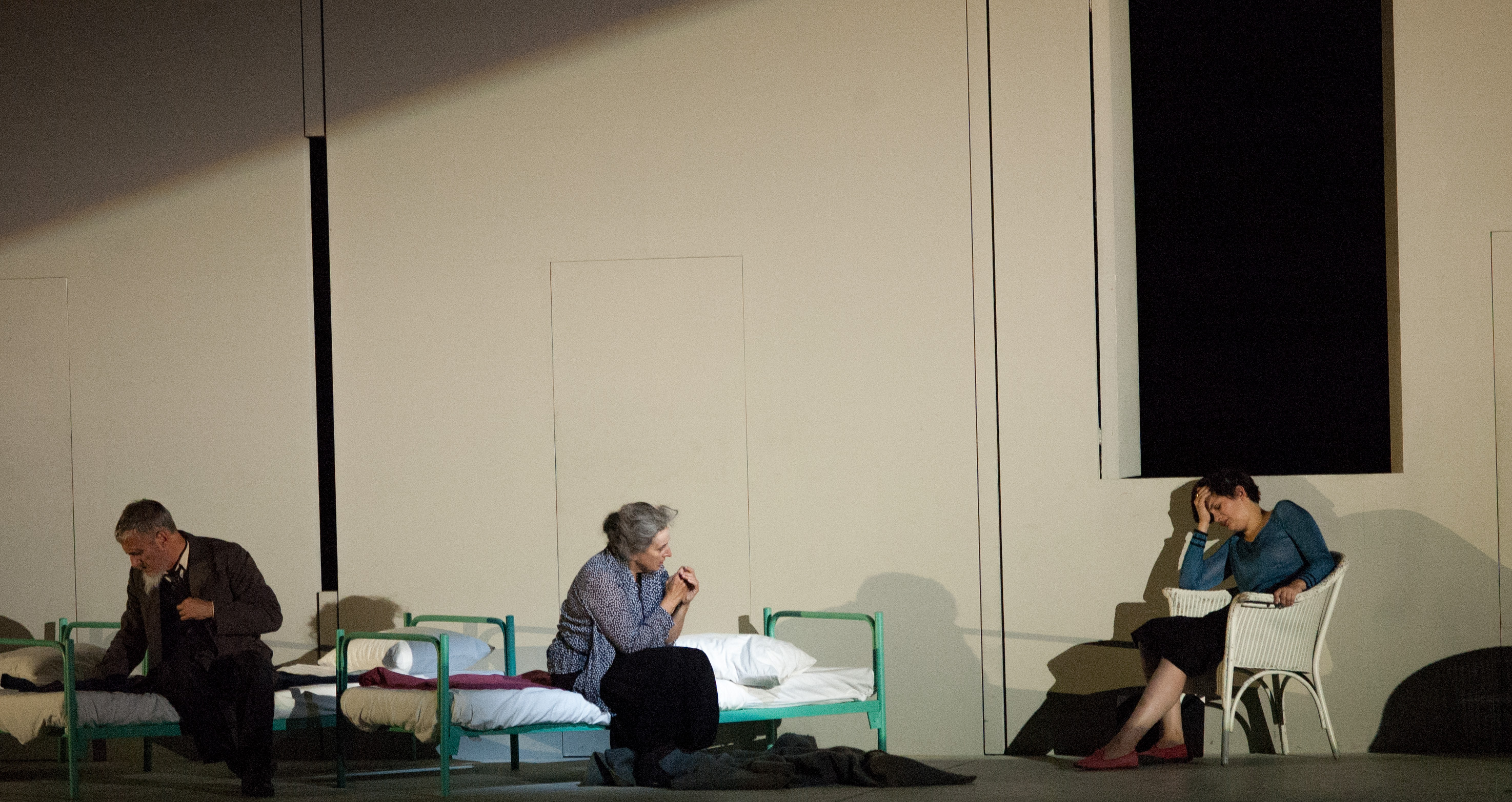
Création de Charlotte Salomon au Festival de Salzbourg le 28 juillet 2014, avec de gauche à droite Vincent LeTexier (Herr Knarre), Cornelia Kallisch (Frau Knarre) et Marianne Crebassa (Charlotte Kann).

Commande du Festival de Salzbourg pour le second opéra du compositeur français Marc-André Dalbavie, le projet de livret est initialement confié à l'écrivain français Richard Millet avec qui le compositeur travaille déjà en 2010 pour son opéra Gesualdo, avant que le compositeur décide de ne pas accepter le texte, jugé trop biographique. Marc-André Dalbavie souhaite davantage explorer l'univers pictural de Charlotte Salomon plutôt que de faire de la jeune femme une icône des persécutions nazies. Un autre librettiste est trouvé en la personne de l'écrivain allemand Barbara Honigmann (avec des traductions en français de John Honigmann), qui s'inspire et réemploie des écrits de Charlotte Salomon pour rédiger ce nouveau livret.
L'opéra est créé le 28 juillet 2014 au Festival de Salzbourg sous la direction du compositeur avec l’orchestre du Mozarteum et dans une mise en scène du suisse Luc Bondy. La mise en scène est notamment composée de toiles projetées peintes par Charlotte Salomon.

## Description
L'histoire reprend les éléments artistiques de Charlotte Salomon, jeune artiste allemande, morte en déportation à Auschwitz à 26 ans. Le livret est composé en grande partie de bouts de textes écrit par Charlotte Salomon et collés ensemble. Par ailleurs, le compositeur fait en sorte que le livret soit influencé par son œuvre picturale Leben? Oder Theater?, sous-titrée ein Singspiel, qui consiste en une série de 1300 gouaches peintes sur 18 mois entre 1940 et 1942 et d'un recueil de textes et de musiques racontant sa déportation. Le personnage de la jeune femme est dédoublé en un rôle chanté en français nommé Charlotte Kann et un rôle parlé en allemand par une comédienne,.

### Rôles à la création
| Role                                                                                        | Type de voix  | Première, 28 Juillet 2014 Chef d'orchestre : Marc-André Dalbavie |
| ------------------------------------------------------------------------------------------- | ------------- | ---------------------------------------------------------------- |
| Charlotte Salomon                                                                           | récitante     | Johanna Wokalek                                                  |
| Charlotte Kann                                                                              | mezzo-soprano | Marianne Crebassa                                                |
| Frau Knarre, sa grand-mère                                                                  | mezzo-soprano | Cornelia Kallisch                                                |
| Franziska Kann, sa mère / Une femme                                                         | mezzo-soprano | Géraldine Chauvet                                                |
| Paulinka Bimbam, chanteuse, sa belle-mère                                                   | mezzo-soprano | Anaik Morel                                                      |
| Amadeus Daberlohn, professeur de chant                                                      | ténor         | Frédéric Antoun                                                  |
| Monsieur Knarre / Quatrième Nazi                                                            | baryton-basse | Vincent Le Texier                                                |
| Docteur Kann, médecin, son père / Premier émigrant                                          | baryton       | Jean-Sébastien Bou                                               |
| Professeur Klingklang / Un étudiant en art / Second Nazi / Policier                         | baryton       | Michal Partyka                                                   |
| Professeur d'art / Le Ministre de la Propagande / Premier Nazi / Un homme / Second émigrant | ténor         | Éric Huchet                                                      |
| Une étudiante en art du Tyrol                                                               | mezzo-soprano | Annika Schlicht                                                  |
| Troisième Nazi                                                                              | baryton       | Wolfgang Resch                                                   |

## Analyse et réception critiques
L'opéra, très attendu avant sa création, ne fait pas pourtant l'unanimité : le livret révèle des faiblesses que son parcours erratique pouvait laisser prévoir. La musique est parcourue de citations récupérées dans d'autres opéras tels que Carmen de Georges Bizet, du Freischütz de Carl Maria von Weber ou encore de cantates de Jean-Sébastien Bach et de chants populaires ou yiddish,. Cette disparité produit un effet de collages qui entraîne une déstructuration de la musique pour le spectateur, en particulier entre le livret et la partition, qui peinent à former un tout cohérent et efficace.